# Уразбаев, Магомет Ташевич
Магомет Ташевич Уразбаев (узб. Muhammad Toshevich Oʻrozboyev; 1906, Коканд, Ферганская область — 1971, Ташкент) — советский учёный в области механики, профессор, доктор технических наук, академик АН Узбекской ССР, академик Академии строительства и архитектуры СССР, заслуженный деятель науки и техники Узбекской ССР, лауреат Сталинской премии.

## Биография
Родился в 1906 году в Коканде. Член КПСС.
С 1928 года — на хозяйственной, общественной и политической работе. В 1928—1971 гг. — аспирант, ассистент, доцент кафедры сопротивления материалов Московского текстильного института, заместитель директора по научной и учебной работе, заведующий кафедрой сопротивления материалов Ташкентского текстильного института, директор Института сооружений (ныне — Институт механики и сейсмостойкости сооружений) Академии наук Узбекистана, председатель ГКНТ Узбекской ССР, научный работник в Институте механики АН УзССР, ректор Ташкентского политехнического института им. А. Р. Беруни, академик-секретарь АН Узбекской ССР.
За двухтомный учебник на узбекском языке «Теоретическая механика» (1949, 1950) был удостоен личной Сталинской премии в области науки 1952 года.
Депутат Верховного Совета Узбекской ССР 5-го созыва.
Умер в Ташкенте в 1971 году, похоронен на Чигатайском кладбище.

## Награды
- Орден Ленина (14.05.1966)[1]
- Орден Трудового Красного Знамени
- Орден «Знак Почёта»
- Сталинская премия
- Государственная премия имени Бируни (1967)[2]